# Estricnina
L'estricnina és un alcaloide de la nou vòmica i d'altres espècies del gènere Strychnos. L'estricnina és un antagonista de l'aminoàcid glicina, neurotransmissor de les cèl·lules de renshaw. En evitar la inhibició sobre les neurones motrius per part de les cèl·lules de renshaw, l'estricnina produeix hipercontracció muscular. En altes dosis produeix una gran estimulació de tot el sistema nerviós central, agitació, dificultat per respirar, orina fosca i convulsions, podent provocar la fallada respiratòria i la mort cerebral. En dosis majors de 25 mil·ligrams pot produir la mort per asfíxia a causa de la contractura dels músculs toràcics. En immobilitzar el múscul del diafragma, l'individu mor per asfíxia. La dosi letal en persones és de 15 a 30 mg. Les manifestacions clíniques apareixen de 10 a 30 minuts després d'haver-la ingerit.